# Lepturalia
Lepturalia is een kevergeslacht uit de familie van de boktorren (Cerambycidae). De wetenschappelijke naam van het geslacht werd voor het eerst geldig gepubliceerd in 1912 door Reitter.

## Soorten
Lepturalia is monotypisch en omvat slechts de volgende soort:
- Lepturalia nigripes (Degeer, 1775)